# Zoe Caneo
Zoe Caneo (Villafranca di Verona, 23 gennaio 1995) è una calciatrice italiana, di ruolo centrocampista offensivo.

## Carriera
Caneo inizia la carriera nelle giovanili della Fortitudo Mozzecane venendo inserita in rosa con la prima squadra dalla stagione 2010-2011 facendo il suo debutto in Serie A2, l'allora secondo livello del campionato italiano, e segnando il suo primo gol senior. Rimane legata alla società per altre nove stagioni, condividendo con le compagne la storica stagione 2011-2012 che vede la sua squadra concludere da imbattuta il girone A del campionato di Serie A2 aggiudicandosi il diritto di disputare la Serie A per la prima volta.
La sua esperienza in massima serie si rivela però difficile, con la squadra che non riesce a staccarsi dalla parte bassa della classifica del campionato e che, concluso al 15º e penultimo posto vede la Fortitudo Mozzecane ridiscendere di categoria.
Con la cancellazione della Serie A2 e il ripristino della Serie B come livello cadetto, la squadra affronta la stagione 2013-2014 nel Girone B, concludendo il campionato al 6º posto. Con l'incontro con il Castelvecchio alla 4ª giornata del girone C del campionato di Serie B Caneo tocca il traguardo delle 100 presenze, condividendo le ottime prestazioni della sua squadra che vede sfiorare il ritorno in Serie A al termine della stagione 2017-2018, con la Fortitudo Mozzecane che chiude il girone C al 2º posto a 7 punti dal Pro San Bonifacio. La sua ultima stagione prima del cambio di denominazione della società è la 2019-2020, con la Fortitudo Mozzecane che chiude il campionato al 6º posto e raggiunge gli ottavi di finale in Coppa Italia.
Durante la sessione estiva di calciomercato Caneo decide di trasferirsi al Tavagnacco, storico club friulano appena retrocesso in Serie B e in cerca di rafforzare l'organico per una pronta promozione dalla serie cadetta. Rimane legata alla società per due stagioni, chiuse entrambe lontano dagli obiettivi prefissati, con Caneo che marca complessivamente 47 presenze in campionato realizzando una sola rete.
Nell'estate 2022 il ChievoVerona FM, che da due stagioni è la nuova denominazione della Fortitudo Mozzecane, annuncia il ritorno di Caneo alla società veneta.

## Palmarès

### Club
- Campionato italiano di Serie A2: 1

Fortitudo Mozzecane: 2011-2012